# Pandemia de COVID-19 en Pasco
El primer caso de la pandemia de COVID-19 en Pasco, departamento del Perú, comenzó el 27 de marzo de 2020. El primer caso fue una mujer de 46 años que había estado en Lima.

## Cronología

### 2020: Brote inicial, crecimiento exponencial y primera ola

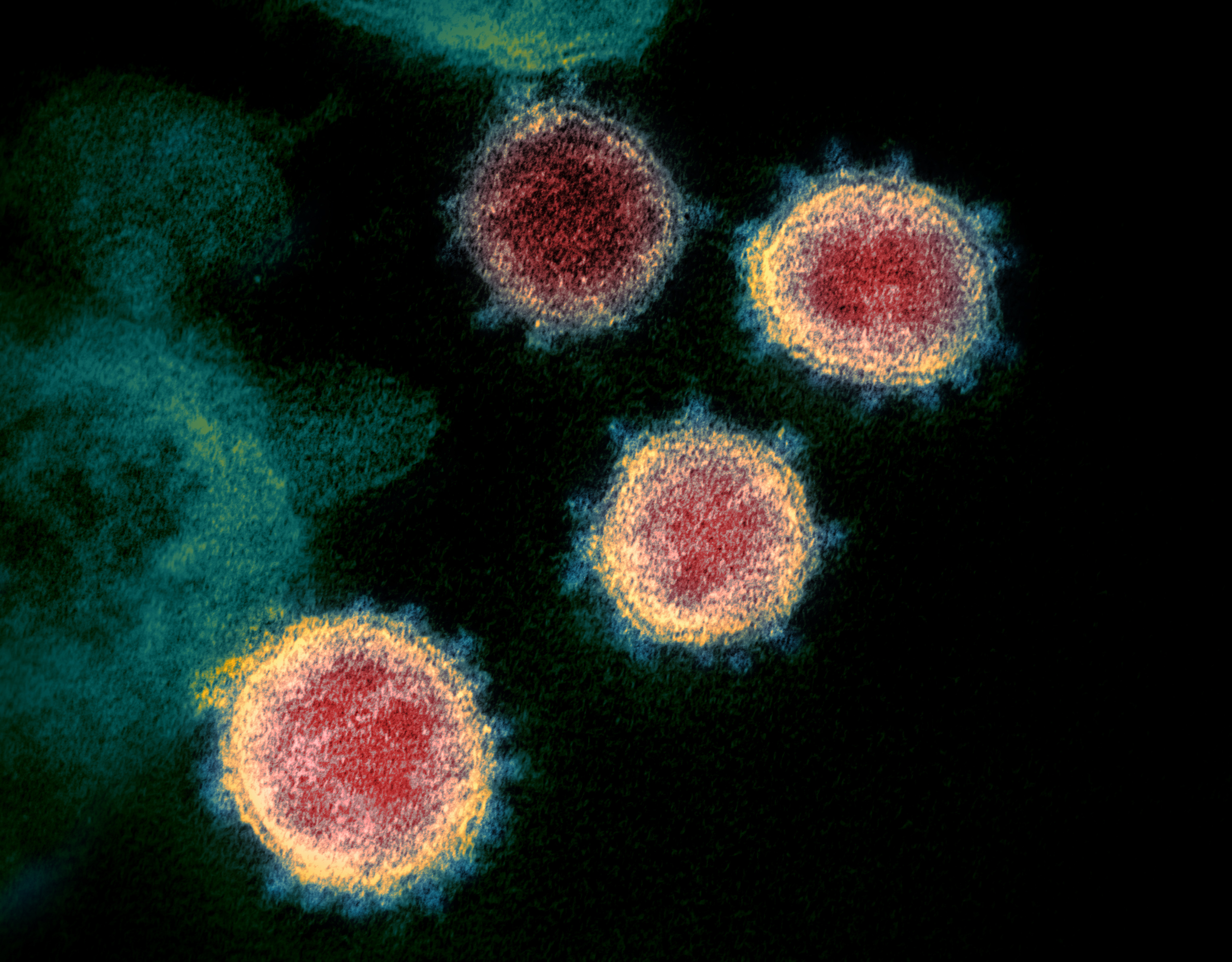
Imagen del SARS-CoV-2 captada a través de un microscopio electrónico de transmisión del Instituto Nacional de Alergias y Enfermedades Infecciosas.

Casos sospechosos
Primeros casos

## Contexto
El 15 de marzo, el Gobierno del Perú decretó «estado de emergencia» y «aislamiento social obligatorio» (cuarentena) a nivel nacional que regiría desde las 00:00 horas del 16 de marzo por un periodo de 15 días, incluyendo el «toque de queda» nocturno y dominical que fue establecida el 18 de marzo. Estas medidas fueron recurrentemente extendidas hasta en cinco oportunidades, llegando a ampliarse hasta finales de junio. El 26 de junio, el gobierno amplió nuevamente el estado de emergencia hasta el 31 de julio, pero esta vez la cuarentena general fue cambiada por un «aislamiento social focalizado» para menores de 14 y mayores de 65 años, sin embargo, el Departamento de Pasco fue excluido del aislamiento social obligatorio.

## Estadísticas

### Mapas
|                                          |
| Casos confirmados por provincia (MINSA). |

|                                            |
| Muertos confirmados por provincia (MINSA). |

|                                               |
| Casos por 100 000 hab. por provincia (MINSA). |

|                                                |
| Muertos por 100 000 hab. por provincia (MINSA) |

### Por provincia
| Provincia              | Confirmados |
| ---------------------- | ----------- |
| Pasco                  | 4188        |
| Daniel Alcides Carrión | 628         |
| Oxapampa               | 1709        |